# Stephanos Skouloudis
Stephanos Skouloudis (in greco Στέφανος Σκουλούδης; Costantinopoli, 23 novembre 1838 – 19 agosto 1928) è stato un diplomatico, politico e banchiere greco, primo ministro della Grecia nel 1915-1916.

## Biografia

### Attività economico-commerciali
Skouloudis nacque a Costantinopoli (l'attuale Istanbul) nel 1838. I suoi genitori, John e Zena Skouloudis, erano originari dell'isola di Creta e suo padre era un uomo d'affari a Costantinopoli. Nel 1852, venne mandato ad Atene per frequentare la scuola superiore, dopo la quale finì la scuola medica all'Università di Atene. Nel 1859, Skouloudis cominciò a lavorare per la famosa azienda commerciale dei fratelli Ralli, diventando un manager dell'import/export di questa società, portandosi a capo, nel 1863, delle operazioni in Turchia. Nel 1871, insieme a Andreas Syngros, fondò la Banca di Costantinopoli. Skouloudis occasionalmente aiutò il governo greco negli affari diplomatici con l'impero ottomano. Grazie a questo, ottenne molta stima e, nel 1876, si trasferì permanentemente ad Atene.

### Vita diplomatica e politica
Ad Atene, Skouloudis fu attivo politicamente e la crisi del 1877 gli concesse l'occasione per servire il governo. Quando la "crisi dell'est" sfociò nella Guerra turco-russa del 1877-1878, Skouloudis fu un informatore segreto presso la popolazione albanese fuori dai confini greci. Coprì inoltre la carica di rappresentante della città di Giannina nelle trattative del congresso di Berlino, che, dopo questa guerra, ridefinì le frontiere tra la Grecia e l'impero ottomano.
A fianco di queste cariche diplomatiche, Skouloudis partecipò anche ad altre cariche pubbliche. Fu ai vertici governativi della Banca di Grecia nel 1880. Nel 1882, istituì la prima compagnia di drenaggio del lago Copaide, che alimentava le produttive fattorie del nord di Tebe, e che qualche volta straripava.
Eletto per la prima volta al Parlamento Ellenico nelle elezioni del 1881, rappresentando l'isola di Syra, Skouloudis prese parte al Partito nuovo di Charilaos Trikoupis. Dal 1883 al 1886, coprì la carica di ambasciatore della Grecia in Spagna. Dopo l'annessione unilaterale da parte della Bulgaria della Rumelia orientale, a scapito dell'impero ottomano, Skouloudis rappresentò il governo greco nelle trattative di pace a Costantinopoli nel 1886.
Venne di nuovo eletto al parlamento greco come rappresentante di Tebe nelle lezioni del 1892 e venne nominato dal primo ministro Trikoupis "ministro dell'educazione nazionale e degli affari religiosi", e in seguito, "ministro della marina greca". Inoltre venne chiamato, sia dai governi del liberale Trikoupis, sia da quelli del conservatore Theodōros Dīligiannīs a rappresentare la Grecia nella ricerca di prestiti ed estensioni di questi da parte delle nazioni più facoltose.
Skouloudis fece parte del comitato organizzatore delle prime Olimpiadi moderne del 1896; presentò un articolo al presidente del comitato, il principe Costantino I, dimostrando che i fondi necessari per l'organizzazione dei giochi olimpici sarebbero stati tre volte superiori rispetto a quelli ipotizzati da Pierre de Coubertin. Concluse che i giochi non si sarebbero potuti organizzare. Skouloudis e altri membri del comitato diedero le loro dimissioni, tuttavia Costantino decise di continuare comunque il progetto; le prime Olimpiadi vennero considerate un grande successo, specialmente in confronto con i giochi olimpici del 1900 di Parigi e delle Olimpiadi estive di St. Louis del 1904.
Grazie alle sue numerose attività diplomatiche, Skouloudis, che era un liberale, prese parte al governo del conservatore Dīmītrios Rallīs nel 1897, ricoprendo la carica di "ministro degli esteri". Durante questa carica, si trovò protetto rispetto alla risposta diplomatica della Grecia, dopo la netta sconfitta dell'esercito greco nella prima battaglia della guerra greco-turca del 1897, per il fatto che questa portò una perdita minima del territorio greco, grazie agli sforzi diplomatici di Skouloudis.
Nelle elezioni legislative del 1905, Skouloudis venne di nuovo eletto in parlamento per la città di Tebe, ma non fece parte del governo. Dopo la rivolta di Goudi da parte della "lega militare" ("Στρατιωτικός Σύνδεσμος") nel 1909, il nome di Skouloudis venne preso in considerazione come possibile primo ministro, insieme a Stephanos Dragoumis, che era stato da poco scelto come premier e che aveva intenzione di affidare il governo, nel 1910, a Eleutherios Venizelos, per porre termine alla crisi politica. Skouloudis venne in seguito sfruttato da Venizelos per essere il rappresentanre alle trattative di pace a Londra, nel 1913, al termine della prima guerra balcanica.

### La carica di primo ministro
Dopo la morte di re Giorgio I nel 1912, il primo ministro greco Venizelos e il nuovo re Costantino I erano sempre in conflitto. Quando in Europa scoppiò la prima guerra mondiale, il re filotedesco e Venizelos, che appoggiava gli Alleati, discussero sull'entrata in guerra della Grecia; il re appoggiava la neutralità, mentre il primo ministro era favorevole alla partecipazione greca al conflitto, a fianco delle forze alleate. Venizelos rassegnò le sue dimissioni e Alexandros Zaimīs lo sostituì. Nell'ottobre 1915, Venizelos lasciò Atene, nel tentativo di istituire un proprio governo a Salonicco e Zaimis si dimise. A quel punto, il re chiese a Skouloudis di formare un governo di unità nazionale, includendo rappresentanti di tutti i partiti nel suo governo, che discusse al lungo sulla questione della neutralità della Grecia nella prima guerra mondiale. Tentò di scongiurare la formazione del governo rivale al norsd ma fallì e Zaimis venne richiamato in carica dal re.
Alla fine, con l'abdicazione di Costantino I nel 1918 e con il ritorno trionfante di Venizelos ad Atene, Skouloudis venne posto sotto inchiesta con l'accusa di aver collaborato con il re. Fu accusato e condannato insieme ai membri del suo governo e rimase in carcere fino al novembre 1920. Con la sconfitta elettorale di Venizelos, la sentenza su Skouloudis venne commutata nel 1921 e venne graziato. Skouloudis morì il 19 agosto 1928.
Fu membro della Massoneria e dal 1867 al 1882 fu Gran maestro della Grande Loggia inglese di Turchia e fu un amico personale del re Edoardo VII del Regno Unito, che fu Gran maestro della Grande Loggia unita d'Inghilterra dal 1875 al 1901.